# Aeschynanthus verticillatus
Aeschynanthus verticillatus är en tvåhjärtbladig växtart som beskrevs av Charles Baron Clarke. Aeschynanthus verticillatus ingår i släktet Aeschynanthus och familjen Gesneriaceae. Inga underarter finns listade i Catalogue of Life.